# KM Obaidur Rahman
KM Obaidur Rahman, né le 5 mai 1940 dans le village de Laskardia, à Nagarkanda, dans le district de Faridpur, dans la présidence du Bengale, aux Indes britanniques et décédé le 21 mars 2007 à Dacca, au Bangladesh, était un politicien bangladais. Il a été membre de la Jatiya Sangsad en 1973 représentant la Ligue Awami du Bangladesh et en 1979 et 1996 et en 2001 pour le Parti nationaliste du Bangladesh (BNP).

## Carrière
Rahman a été élu secrétaire général de l'union des étudiants de l'université de Dacca Union (DUCSU) en 1962-63. En 1963, il a été élu président de la Ligue des étudiants du Pakistan oriental. Il a soutenu le mouvement en six points de la Ligue Awami en 1966 et a participé au soulèvement de masse de 1969 au Pakistan oriental (en). Il a rejoint la Ligue Awami du Bangladesh en 1964 et a occupé le poste de secrétaire à l'aide sociale de 1966 à 1971. En 1970, il a été élu à l'Assemblée nationale du Pakistan. Il a travaillé avec le mouvement de non-coopération (en) et a été l'organisateur du Comité de coordination et de résistance dans le district de Faridpur. Après le début de la guerre de libération du Bangladesh, il s'est installé en Inde et a travaillé dans le camp d'entraînement des combattants de la liberté de Purulia comme « motivateur politique ». Il administrait temporairement le bureau de la Ligue Awami à Calcutta.
In 1973, Rahman a été élu membre de la première Jatiya Sangsad. Il a été sous-ministre responsable des Postes et Télégraphes de 1973 à 1975. Après l'assassinat du Sheikh Mujibur Rahman, président du Bangladesh, il s'est joint à Khondaker Mostaq Ahmed. Il a été accusé dans l'affaire du meurtre de quatre dirigeants nationaux de la Ligue Awami du Bangladesh en 1975, le tristement célèbre Jail Killing Day, en compagnie de Nurul Islam Manzur et Shah Moazzem Hossain.
Rahman a rejoint le Parti nationaliste bangladais (BNP) en 1978. Il a été élu au Parlement en tant que candidat du BNP. Il a été membre du cabinet chargé du ministère de la Pêche et de l'Elevage, puis du ministère de l'Aviation et du Tourisme. De 1986 à 1988, il a été secrétaire général du Parti nationaliste du Bangladesh. Il a été élu au Parlement en 1996 et en 2001. Il a été acquitté dans l'affaire du meurtre en prison en 2004. Il a formé le parti Janata dans les années 1980 avec un navire comme symbole.

## Vie privée
Rahman était marié au professeur Shaheda Obaid, ils ont une fille ensemble, Shyama Obaid,. Le 18 mars 2008, Shaheda Obaid a été poursuivie en justice par la Commission anti-corruption du Bangladesh au sujet d'allégations de corruption liées à sa présidence du Conseil de l'enseignement intermédiaire et secondaire de Dhaka. Shama Obaid s'est présenté aux élections législatives de Faridpur-2 en 2008 en tant que candidate du Parti nationaliste du Bangladesh. Shama est la secrétaire d'organisation du PNB.

## Death and legacy
Rahman est décédé le 21 mars 2007 à l'hôpital Apollo de Dacca. Il a été enterré dans son village natal de Laskardiar, Obaidur Rahman Smriti Sangsad et KM Obaidur Rahman Foundation sont deux organisations dédiées à sa mémoire.